# Ağaçöven, Kiğı
Ağaçöven là một xã thuộc huyện Kiğı, tỉnh Bingöl, Thổ Nhĩ Kỳ. Dân số thời điểm năm 2010 là 77 người.